# 静石飛行場
静石飛行場（チョンソクひこうじょう、朝: 정석비행장）は、大韓民国済州特別自治道西帰浦市にある大韓航空の訓練飛行場である。大韓航空の操縦士養成教育が韓国航空大学校に委託され、実施されている。

## 位置
大韓民国の西南部にある離島、済州島の中央に聳える漢拏山の東麓に位置し、標高の高い場所にある。行政区画上は西帰浦市に属しているが、島の北側を占める済州市と南側を占める西帰浦市の境界に近く、市街地からは離れている。附近は大韓航空の子会社でケータリングなどの地上業務を行っている韓国空港が設けた済東牧場の敷地である。

## 名称
「静石飛行場」の名は、大韓航空の創立者である趙重勳の号が「静石」であったことに由来する。当初、単に「大韓航空訓練飛行場」と呼ばれていたが、後に「静石飛行場」に変更された。

## 旅客利用
通常は旅客輸送には使用されていないが、2002 FIFAワールドカップの際、2002年6月8日に済州ワールドカップ競技場で開催されたブラジル対中国戦の観客輸送のため、2002年6月8日と6月9日の両日に限り、チャーター便の発着に使用されたことがある。
また2008年3月11日にはジョージ・H・W・ブッシュ元アメリカ合衆国大統領が済州を訪問し、この際、静石飛行場を利用した。ブッシュの韓国訪問は豊山グループの会長である柳津の招請に応じたもので、大韓航空が趙亮鎬・韓進グループ会長の専用機として使用されているガルフストリーム IV機を提供、上海から静石飛行場に到着した。大韓航空が本来は訓練用の飛行場を使用したことには批判もあり、一部では済州国際空港を利用した場合に必要な着陸料約30万ウォンの支払いを免れるために静石飛行場を使用したのではないかという指摘も出た。

## 歴史
静石飛行場の位置する一帯では、かつて日本陸軍が飛行場を建設していた。この飛行場は1945年6月、1000m×100mと900m×50mの滑走路を持つ飛行場として計画され、7月末には完成したとみられる。
この飛行場との関係は不明であるが、後に同じ場所に900mの訓練用の滑走路が建設され、軽飛行機による飛行訓練に使用されるようになった。
1989年1月には韓国政府が全国民の海外旅行を自由化し、操縦士の需要増大が見込まれたことから、同年4月、大韓航空は飛行場の施設を拡張し、大型機の離着陸が可能な滑走路の増設を計画した。しかし、騒音による住環境の悪化や家畜への被害を懸念した周辺住民が強く反対し、計画は一旦保留された。その後、1993年に開催された大田国際博覧会に大韓航空が出展した「未来航空館」の現地移設を条件に地元が受け入れに転じ、1995年に拡張工事が開始された。工事は1998年に完成、ILSを備えた2300mの本格的な滑走路が整備された。

### 年表
- 1995年3月：拡張工事着工。
- 1998年8月29日：竣工式。
- 2008年3月11日：ジョージ・H・W・ブッシュが専用機で到着。

## 静石航空館
静石航空館は、大韓航空が静石飛行場に隣接して設置している航空博物館である。1993年に開催された大田国際博覧会に出展した大韓航空のパビリオン「未来航空館」の建物を移築して、1998年に開館した。
開館前には、静石航空館に併設される屋外展示施設に展示する予定として、大韓航空が導入したボーイング747の第一号機が静石飛行場に移された。このほかエアバスA300、ロッキード コンステレーション機などが集められたが、その後の動きは特になく、機体は飛行場に置かれたままとなっている。このうちコンステレーション機は1960年代に存在した航空会社である韓国航空の塗装がなされているが、実際に韓国航空が使用した機体ではなく、別の同型機に当時の塗装を施したものである。

## 事件・事故
- 1990年9月9日午前10時頃、飛行場を離陸後、済州島の南海上を飛行していたPA-34訓練機が空中で爆発、海に墜落した[8]。
- 1991年3月20日午後4時30分頃、飛行場を離陸後、済州島上空を飛行していたPA-42訓練機が済州島の山中に不時着した[9]。